# Termal'nyj
Termal'nyj (in lingua russa Термальный) è una città della Russia di 2 400 abitanti situata nel Territorio della Kamčatka.